# Sefer ha-Chinuch
Sefer ha-Chinuch (hebräisch ספר החינוך ‚Buch der Erziehung‘) ist ein rabbinischer Text, der die 613 Mizwot, die Gebote der Tora, systematisch bespricht. Es wurde im Spanien des 13. Jahrhunderts von einem anonymen „Leviten von Barcelona“ geschrieben.

## Inhalt
Der Sefer ha-Chinuch betont, dass das Innere eines Menschen durch die Handlungen geformt wird, die dieser Mensch ausführt. Daher hat die korrekte Befolgung der Gebote einen Einfluss darauf, aus der Person einen besseren, spirituelleren Menschen zu machen. Die Arbeit ist in einem einfachen, klaren und leicht verständlichen Stil geschrieben.
Die Aufzählung der Gebote (Mitzvot) in dem Werk orientiert sich an Maimonides Zählsystem gemäß seinem Sefer ha-Mitzvot. Jedes Gebot wird entsprechend seinem Vorkommen in der wöchentlichen Tora-Portion aufgelistet. Das Werk ist dementsprechend strukturiert.
Das Werk diskutiert jedes der 613 Gebote einzeln, sowohl aus rechtlicher als auch aus moralischer Sicht. Die Diskussion des Sefer ha-Chinuch beginnt damit, dass die Mitzwa mit ihrer biblischen Quelle verknüpft wird, und befasst sich dann mit den philosophischen Grundlagen des Gebots (hier als „Schoresch“ hebräisch שׁׁרֶשׁ oder „Wurzel“ bezeichnet). Anschließend präsentiert der Sefer ha-Chinuch einen kurzen Überblick über die Halacha, das praktische jüdisches Gesetz, das ihre Einhaltung regelt – normalerweise basierend auf Maimonides Mischne Tora – und schließt mit einer Zusammenfassung über die Anwendbarkeit des Gebots.
Die philosophischen Teile des Werkes werden häufig zitiert und gelehrt, während die juristischen Diskussionen die Grundlage für viele weitere Studien in Jeschiwot bilden. Der Minchat Chinuch von „Rabbeinu Yosef“, Josef ben Mosche Babad (1800–1874) am Av Beth Din von Ternopil, dient als juristischer Kommentar.

## Urheberschaft
Der Autor legt seine Autorenschaft in keinem Manuskript dar und schreibt lediglich, dass er ein „Jude aus dem Hause Levi in Barcelona“ sei. Die wissenschaftliche Diskussion hat verschiedene Zuschreibungen vorgeschlagen. 
Die Urheberschaft des Sefer ha-Chinuch wurde lange Zeit Rabbi Aaron ha-Levi (dem Raa) zugeschrieben, was aber in der wissenschaftlichen Diskussion umstritten bleibt. Obwohl die Urheberschaft des Textes nicht klar ist, ist dieses Werk bei orthodoxen Juden nach wie vor sehr beliebt.

## Werk
- Aharon Halevi [?]: Sefer Hachinuch. Morascha, Basel 2022, ISBN 978-3-906954-24-0 (5 Bände)